# Ratovi zvijezda: Sila se budi
Ratovi zvijezda: Sila se budi (u Hrvatskoj preveden i kao Ratovi zvijezda: Epizoda VII – Sila se budi; eng. Star Wars: Episode VII – The Force Awakens) je američki epski znanstveno-fantastični film iz 2015. godine čiji je scenarist, producent i redatelj J. J. Abrams. Kao direktan nastavak filma Povratak Jedija iz 1983. godine, Sila se budi je prvi dio nove trilogije Ratova zvijezda. Glavne uloge u filmu su ostvarili Harrison Ford, Mark Hamill, Carrie Fisher, Adam Driver, Daisy Ridley, John Boyega, Oscar Isaac, Lupita Nyong'o, Andy Serkis, Domhnall Gleeson, Anthony Daniels, Peter Mayhew i Max von Sydow. U produkciji kompanija LucasFilm Ltd. i Abramsove Bad Robot Productions te uz svjetsku distribuciju studija Walt Disney, Sila se budi je prvi film kojeg nije producirao originalni kreator sage Ratova zvijezda George Lucas. Radnjom smješten trideset godina nakon događaja iz filma Povratak Jedija, film Sila se budi prati Rey, Finna i Poea Damerona u njihovoj potrazi za Lukeom Skywalkerom i bitci uz Pokret otpora kojeg predvode veterani starog Pobunjeničkog saveza protiv Kylo Rena i Prvog reda, nasljednika Galaktičkog carstva.
Nakon što je u listopadu 2012. godine kompanija Walt Disney otkupila prava od LucasFilma, najavljen je početak produkcije filma Sila se budi. Film su producirali Abrams, njegov dugogodišnji suradnik Bryan Burk te predsjednica Lucasfilma Kathleen Kennedy. Abrams i Lawrence Kasdan, jedan od scenarista filmova iz originalne trilogije – Carstvo uzvraća udarac i Povratak Jedija – prepravili su originalni scenarij autora Michaela Arndta. John Williams, autor glazbe svih prethodnih šest nastavaka sage, vratio se kako bi napisao glazbu i za sedmu epizodu. Lucas je tijekom rane faze produkcije filma služio kao njegov kreativni savjetnik. Snimanje filma započelo je u travnju 2014. godine u Abu Dhabiju i na Islandu, a snimalo se sve do studenog iste godine u Irskoj te u studijima Pinewood u Ujedinjenom Kraljevstvu. 
Film Ratovi zvijezda: Sila se budi godinama je bio jedan od najiščekivanijih filmova uopće, a kompanija Disney ga je podupirala snažnom marketinškom kampanjom. Svoju je premijeru film imao 14. prosinca 2015. godine u Los Angelesu, četiri dana prije početka službene kino distribucije. Dobio je hvalospjeve filmske struke, pogotovo za glumačku postavu, režiju, glazbu, specijalne efekte i akcijske sekvence, premda je najviše bio kritiziran zbog toga što se izdvaja od originalne trilogije. Nakon početka kino distribucije, Sila se budi oborila je razne box-office rekorde i postala najgledanijim filmom kompletne franšize, najgledanijim filmom općenito u Sjevernoj Americi i trećim najgledanijim filmom svih vremena u svijetu sa zaradom od preko 2 milijarde dolara (bez prilagodbe inflacije). Film je dobio pet nominacija za prestižnu nagradu Oscar i četiri nominacije za britansku nagradu BAFTA (osvojio je BAFTA-u za najbolje specijalne efekte). Dva filmska nastavka, Posljednji Jedi i Epizoda IX predviđena su za kino distribuciju 2017. i 2019. godine.

## Radnja
Trideset godina nakon Galaktičkog građanskog rata, Prvi odred izdignuo se iz pepela Galaktičkog imperija s namjerom uništenja Nove Republike. Pokret otpora kojeg podupire sama Republika, a vodi generalica Leia Organa, pruža im otpor dok Leia istovremeno traga za svojim nestalim bratom, Lukeom Skywalkerom.
Pilot pokreta otpora Poe Dameron sastaje se s ostarjelim seljakom Lor San Tekkom na planetu Jakku kako bi od njega primio mapu s Lukeovom lokacijom. Vojnici Prvog reda kojima zapovijeda Kylo Ren uništavaju selo i hvataju Poea, a Kylo osobno ubija Tekku. Poeov droid, BB-8, uspijeva pobjeći s mapom te se susreće s Rey, skupljačicom otpada. Kylo muči Poea koristeći Silu te saznaje za droida BB-8. U međuvremenu jedan od vojnika Prvog reda, FN-2187, oslobađa Poea te njih dvojica zajedno bježe u borbenoj letjelici TIE, a tijekom njihovog bijega Poe mu nadjene ime "Finn". Ipak, njihova letjelica u pokušaju bijega biva oštećena i oni se ruše na planet Jakku; Finn preživljava, ali se čini da je Poe poginuo u nesreći. Ubrzo potom Finn susreće Rey i droida BB-8, ali ih Prvi odred nalazi i započne zračni napad. Finn, Rey i droid BB-8 bježe s planeta koristeći brod Millennium Falcon kojeg su ukrali iz mjesta na kojem je Rey do tog trenutka živjela.
Uskoro Falcon zauzme veća letjelica čiji su piloti Han Solo i Chewbacca, a koji se nalaze u potrazi za svojim starim brodom. Dvije protivničke bande koje žele utjerati Hanov dug, upadaju na brod, ali Han i njegovi novi saveznici bježe u Falconu. Bande obavještavaju Prvi red o njihovom susretu. Na planetu gdje se nalazi Prvi red – ujedno i planet koji je u potpunosti pretvoren u super-moćno oružje koje svoju snagu crpi iz energije obližnjih zvijezda – Vrhovni vođa Snoke dopušta generalu Huxu da po prvi puta upotrijebi oružje. Snoke ispituje Kylovu sposobnost nošenja s emocijama povezanim s njegovim ocem, Han Solom; Kylo mu odgovara da mu Han ne znači ništa.
Ekipa u Falconu pregleda mapu koju nosi droid BB-8 i otkriva da je nepotpuna. Han objašnjava da je Luke pokušao ponovno na noge postaviti red Jedi vitezova, ali je odustao nakon što se jedan učenik okrenuo protiv njega, prešao na Tamnu stranu, uništio Jedi hram i pobio sve druge učenike. Svi skupa stižu na planet Takodanu i upoznaju Maz Kanatu koja nudi svoju pomoć da droida BB-8 odvedu do Pokreta otpora. Rey snažno privuče trezor koji se nalazi u podrumu u kojem otkriva svjetlosni mač koji je nekada pripadao Lukeu i njegovom ocu, Anakinu Skywalkeru. Ona doživljava neugodne vizije i bježi u šumu. Maz daje Finnu svjetlosni mač na čuvanje.
U međuvremenu, planet sa super-moćnim oružjem uništava glavni zvjezdani sistem Republike te dio njezine flote. Prvi red nakon toga vrši napad na planet Takodanu u potrazi za droidom BB-8. Han, Chewbacca i Finn bivaju spašeni od strane borbenih letjelica X-Wing Pokreta otpora koje predvodi Poe za kojeg se ispostavlja da je preživio raniju nesreću. U tom trenutku Leia stiže na planet Takodana s C-3PO-om te se susreće s Hanom i Chewbaccom. U međuvremenu, Kylo zarobljava Rey i odvodi je u bazu Prvog reda. Međutimm, kada od nje pokuša saznati stvari u vezi mape, ona mu se uspije oduprijeti. Otkrivši da i ona može koristiti Silu, Rey bježi koristeći umne trikove na obližnjem čuvaru.
U bazi Pokreta otpora D'Qar, droid BB-8 pronalazi droida R2-D2-a koji se ne nalazi u funkciji još od Lukeovog nestanka. Dok se Prvi red priprema zapucati iz svoje baze na D'Qar, Pokret otpora smišlja plan uništenja super-moćnog oružja vlastitim protunapadom. Leia moli Hana da njihovog sina vrati živog. Koristeći brod Falcon, Han, Chewbacca i Finn dolaze u postrojenje gdje pronađu Rey i postave eksploziv. Han se suoči s Kylom, zovnuvši ga njegovim pravim imenom (Ben) te ga posljednji put moli da napusti Tamnu stranu. Kylo odbija i ubija Hana čime razljuti Chewbaccu koji na njega zapuca i rani ga, a što za posljedicu ima aktiviranje postavljenog eksploziva te omogućavanje Pokretu otpora da uništi bazu i super-moćno oružje Prvog reda.
Ozlijeđeni Kylo nalazi se u potjeri za Finnom i Rey. Kylo porazi Finna u borbi svjetlosnim mačevima te ga teško rani. Rey nakon toga uzima svjetlosni mač i koristi Silu kako bi porazila Kyla prije nego što ih razdvoji rascijep u zemlji nastao zbog demoliranja planeta. Snoke naređuje Huxu evakuaciju te da mu dovede Kyla kako bi završio obuku. Rey i Chewbacca s onesviještenim Finnom bježe u Falconu. Na D'Qaru, Pokret otpora slavi pobjedu dok Leia, Chewbacca i Rey žale za Hanom. U tom trenutku R2-D2 ponovno postaje aktivan te otkriva ostatak mape koja Rey odvodi do oceanskog planeta Ahch-To. Ona tamo pronalazi Lukea kojem pruža svjetlosni mač.

## Glumačka postava
- Harrison Ford kao Han Solo:

Odmetnik i krijumčar, nekad ključna figura Pobunjeničkog saveza. Ford je izjavio: "Han nema želju uzdignuti se do pozicije Obi-Wana niti želi biti nekakva New Age verzija Alexa Guinnessa. Njegov razvoj konzistentan je s likom, a također postoje i određeni emotivni elementi koji su ga unaprijedili... Međutim u njemu još uvijek postoji stari odmetnik Solo. Neke stvari nikad se ne mijenjaju..."
- Mark Hamill kao Luke Skywalker:

Posljednji preživjeli Jedi koji se skriva. Što se tiče Lukea, Hana i Leie, redatelj Abrams je izjavio: "Njih troje tijekom vremena postali su praktički mitske figure, poput onih o Kralju Arthuru. To su ljudi o kojima su novi likovi možda čuli, a možda i nisu. To su likovi koji su možda nekada davno postojali ili postoje samo u bajkama...". Glumac Hamill u početku je bio skeptičan u vezi otkrivanja njegovog lika na kraju filma, ali kasnije je promijenio mišljenje u vezi svog ograničenog nastupa u filmu i istaknuo da se radi o "velikom iznenađenju". Abrams je nadodao da je kraj filma trebao biti "poput dugačkog udaranja bubnjeva prije nego što uistinu vidimo njegov lik na ekranu".
- Carrie Fisher kao Leia Organa:

Bivša princeza uništenog planeta Alderaan, a sada generalica Pokreta otpora i Lukeova sestra blizanka. Nakon događaja iz filma Povratak Jedija, njezin lik opisan je kao "pomalo umoran, pomalo slomljenog srca". Glumica Fisher opisala je Leiu kao "usamljenicu koja se nalazi pod velikim pritiskom. Privržena je svom cilju više nego ikada, ali osjeća se pomalo poraženom, umornom i ljutom". Redatelj Abrams je nadodao: "Za nju su ulozi u ovoj priči poprilično veliki pa zbog toga nema puno zezancije i humora u scenama u kojima se Leia pojavljuje".
- Adam Driver kao Kylo Ren:

Mračni ratnik u kojem je Sila jaka, originalno član Vitezova Rena, a sada visoko-pozicionirani član Prvog reda. On je sin Hana i Leie. Glumac Driver izjavio je da je ekipa filma "pokušavala ne gledati na njega kao na negativca ili kao na ultimativno zlo. Više smo gledali na njega kao na trodimenzionalnog lika. On je opasan i nepredviljiv i samome sebi moralno opravdava svoje postupke".
- Daisy Ridley kao Rey:

Skupljačica otpada vrlo osjetiljiva na Silu koja je još kao dijete ostavljena na pustinjskom planetu Jakku na kojem još uvijek čeka povratak svoje obitelji. Glumica Ridley je izjavila: "Ona je samoj sebi dovoljna, izrazito samostalna, ali samo do trenutka dok ne upozna Finna kada njezina prava životna avantura počinje". Cailey Fleming u filmu glumi mladu Rey.
- John Boyega kao Finn:

Reformirani vojnik Prvog reda. Glumac Boyega u jednom je intervjuu izjavio da je za ulogu saznao "tijekom doručka u Mayfairu" kada mu je Abrams rekao: "John, ti si nova zvijezda Ratova zvijezda". Za svoj lik je rekao: "Kada upoznamo Finna, on se nalazi u velikoj opasnosti. A način na koji reagira na tu opasnost u potpunosti mu promijeni život i na jedinstven ga način katapultira u univerzum Ratova zvijezda". U drugom intervjuu je nadodao: "On zna za Lukea, zna za njegovu povijest. Za njega sve to je kao da se pridružuje vojsci i tek nakon toga saznaje za jednog od najvećeg neprijatelja svoje zemlje".
- Oscar Isaac kao Poe Dameron:

Pilot borbene letjelice X-Wing Pokreta otpora. Glumac Isaac je izjavio: "On je najbolji pilot u galaksiji... Određena princeza poslala ga je na misiju tijekom koje on upoznaje Finna i tada se njihove sudbine isprepletu... Zauvijek.".
- Lupita Nyong'o kao Maz Kanata:

Mudra i pomalo mistična vlasnica kantine na mirnom šumskom planetu Takodana. Redatelj J. J. Abrams je za Kanatu izjavio da je "živjela preko tisuću godina. Vlasnica je rupe za alkoholičare... I to je jedno od mnogih mjesta koje se mogu pronaći u kutovima univerzuma Ratova zvijezda.". Prema izjavama Abramsa, lik je temeljen na njegovoj bivšoj učiteljici engleskog jezika iz srednje škole, Rose Gilbert, koja je predavala u srednjoj školi Palisades Charter u razdoblju od 1961. do 2013. godine. Nadodao je: "Zbilja sam želio da se priča čini autentičnom, bez obzira na to što se radi o fantaziji. Na jednom od prvih sastanaka u vezi priče spomenuo sam Rose kao mudru figuru koju sam uistinu poznavao u stvarnom životu".
- Andy Serkis kao vrhovni vođa Snoke:

Politički vođa Prvog reda. On je gospodar Kylo Renu, a Tamna strana Sile u njemu je iznimno jaka. Glumac Serkis je lik Snokea opisao kao "iznimno enigmatičan i čudnjikavo ranjiv, a u isto vrijeme strahovito moćan... On je velik. U filmu se doima vrlo visokim. A što se dizajna lica tiče – to se ne može postići prostetikom... Bez da otkrijem previše o liku, on ima vrlo osebujno lice.".
- Domhnall Gleeson kao General Hux:

Zapovjednik Zvjezdoubilačke baze Prvog reda. Glumac Gleeson svoj je lik opisao "iznimno nemilosrdnim. Kada bih rekao da snažno vjeruje u disciplinu ne bih ga dovoljno dobro opisao... On je sušta suprotnost Kylo Renu. Njih dvojica imaju vlastiti odnos, individualan i neobičan. Jedan od njih dvojice je snažan na način na koji drugi nije i obrnuto. Obojica žude za moći.".
- Anthony Daniels kao C-3PO:

Humanoidni protokolarni droid koji se nalazi u službi Organe. Glumac Daniels je rekao da je glumcima dozvoljeno eksperimentirati s vlastitim performansama te da je Abrams "stvorio igralište na kojem je bilo vremena da razmisliš i daš eventualne prijedloge.".
- Peter Mayhew kao Chewbacca:

Wookiee i dugogodišnji partner i prijatelj Hana Soloa. Mayhewova glumačka zamjena bio je Joonas Suotamo u nekoliko akcijskih sekvenci, a Ian Whyte obavljao je fizičke aspekte snimanja zahtjevnih scena budući je 71-godišnji Mayhew patio od problema s koljenom.
- Max von Sydow kao Lor San Tekka:

Umirovljeni avanturist na planetu Jakku koji pomaže Pokretu otpora da pronađe Skywalkera.
Tim Rose i Mike Quinn repriziraju svoje uloge admirala Ackbara i Niena Nunba, obojica iz filma Povratak Jedija. Kipsang Rotich vraća se kao glas Niena Nunba, a Erik Bauersfield se također vraća kao glas Ackbara. Ovo je ujedno i posljednja filmska uloga Bauersfielda prije njegove smrti u travnju 2016. godine. Premda je prvotno najavljen kao dio glumačke postave, Kenny Baker je u filmu potpisan kao "savjetnik" za lik R2-D2-a dok je Jimmy Vee zapravo radio s likom. Ewan McGregor ima nepotpisanu glasovnu cameo ulogu kao Obi-Wan Kenobi u dijelu filma u kojem Rey ima vizije, a za istu su sekvencu upotrebljene i arhivske audio snimke glumaca Franka Oza i Aleca Guinnessa kao Yode i Kenobija; glumac Oz je snimio originalni dijalog za film, ali ga je u konačnoj verziji filma ipak zamijenio već postojeći iz filma Carstvo uzvraća udarac.
Gwendoline Christie tumači ulogu kapetanice Phasme, zapovjednice legije vojnika Prvog reda. Dave Chapman i Brian Herring upravljaju droidom BB-8, a Bill Hader i Ben Schwartz potpisani su kao "glasovni savjetnici". Ken Leung tumači lika Staturu, admirala Pokreta otpora. Simon Pegg pojavljuje se kao Unkar Plutt, glavni diler na planetu Jakku. Greg Grunberg glumi Temmina "Snapa" Wexleyja, pilota borbene letjelice X-Wing. Kiran Shah tumači Teeda, skupljača otpada na planetu Jakku koji vozi polumehanički Luggabeast. Jessica Henwick pojavljuje se kao Jess "Testor" Pava ili samo Jess Testor kao još jedan pilot borbene letjelice X-Wing. Brian Vernel tumači Balu-tika, vođu Guavianske bande smrti. Yayan Ruhian, Iko Uwais i Cecep Arif Rahman pojavljuju se kao Tasu Leech, Razoo Qin-Fee i Crokind Shand, članovi kriminalne organizacije Kanjiklub. Warwick Davis tumači Wollivana, zaposlenika u taverni u dvorcu Maz Kanate. Anna Brewster glumi Bazine Netal, špijuna Prvog reda (također u dvorcu Maz Kanate). Thomas Brodie-Sangster i Kate Fleetwood pojavljuju se u ulogama Thanissona i Unama, oficira Prvog reda. Billie Lourd, kćerka glumice Carrie Fisher, u filmu tumači ulogu Connix, poručnice Pokreta otpora. Ostali članovi Pokreta otpora uključuju glumce Emuna Elliotta (kao Brancea) i Maisie Richardson-Sellers (kao Korr Sellu) dok se Harriet Walter pojavljuje u ulozi Kalonije, doktorice koja skrbi za Chewbaccu. Mark Stanley pojavljuje se kao jedan od Ren vitezova. Sebastian Armesto tumači ulogu poručnika Mitake, a Pip Torrens pojavljuje se u ulozi pukovnika Caplana, obojica pripadnika Prvog reda.
Daniel Craig, Michael Giacchino i Nigel Godrich pojavljuju se u cameo ulogama kao vojnici Prvog reda. Abramsov asistent, Morgan Dameron, tumači jednog od oficira Pokreta otpora, dok njegov otac – Gerald W. Abrams – tumači kapetana Cypressa. Stručnjak za dijalekte u filmu, Andrew Jack, pojavljuje se kao Ematt, major Pokreta otpora. Uz sve njih Crystal Clarke, Pip Andersen, Christina Chong, Miltos Yerolemou, Amybeth Hargreaves, Leanne Best, Judah Friedlander i Kevin Smith su dobili manje uloge u filmu. Redatelj Abrams u filmu ima glasovnu cameo ulogu dok skupa s Lin-Manuel Mirandom pjeva dvije pjesme – "Jabba Flow" i "Dobra Doompa" u izvedbi grupe Shag Kave koja se sastoji od Abramsa, Mirande i ostalih glazbenika. Glumci iz animiranih televizijskih serija Ratovi zvijezda: Ratovi klonova i Ratovi zvijezda: Pobunjenici Dee Bradley Baker, Matt Lanter, Tom Kane, Catherine Taber, Matthew Wood, Sam Witwer, Meredith Salenger, James Arnold Taylor, Dave Filoni, Michael Donovan, Devon Libran, Elle Newlands, Terri Douglas, Robert Stambler, Verona Blue, TJ Falls, Michelle Rejwan, Eugene Byrd, Fred Tatasciore, David Collins, Amanda Foreman, Christopher Scarabosio, Patrick Correll, Karen Huie, Orly Schuchmacher, Emily Towers, Jonathan Dixon, Kat Sheridan, Salacious Crumb, Mark Dodson, Gavyn Sykes i Christian Simpson posuđuju dodatne glasove u filmu. Jednog od vojnika Prvog reda, FN-2199, koji Finna naziva izdajicom tijekom bitke na Takodani tumači Liang Yang u fizičkom obliku, a glas mu je posudio montažer zvuka David Acord.

## Produkcija

### Razvoj projekta
Nakon završetka originalne trilogije, kreator Ratova zvijezda George Lucas u nekoliko je navrata razmišljao o nastavcima koji bi također sačinjavali trilogiju, ali je opovrgnuo bilo kakvu ideju o tome da bi ih on samostalno režirao. U listopadu 2012. godine skupa s franšizom Ratova zvijezda prodao je svoju produkcijsku tvrtku Lucasfilm kompaniji Walt Disney. Uz novu predsjednicu Lucasfilma, Kathleen Kennedy, Lucas je tom prilikom izjavio: "Oduvijek sam govorio da ne namjeravam raditi više filmova i to je istina, ali to ne znači da franšizu nisam spreman dati u ruke Kathy koja ju može razvijati dalje".
Kao kreativni savjetnik na filmu Sila se budi, Lucas je dolazio na sastanke u ranoj fazi dok se još razglabalo o priči te govorio o detaljima vezanima za svijet Ratova zvijezda. Među materijalima koje je predao produkcijskom timu bili su i njegovi vrlo grubi nacrti priče za sedmu, osmu i devetu epizodu, a za koje je Lucas zahtijevao da ih pročitaju Kennedy, Bob Iger, Alan Horn i Kevin Mayer. Lucas je kasnije izjavio da je Disney odbacio njegove ideje za priču te da se on od tog trenutka povukao iz filma. Lucasov sin Jett za The Guardian je izjavio da je njegov otac bio "vrlo rastresen" u vezi prodaje prava na franšizu, unatoč tome što je on osobno izabrao Abramsa za redatelja nove epizode te da je zadaća njegovog oca da "bude vođa" iako je "želio ostaviti sve to iza sebe i pustiti da franšiza postane vlasništvom nove generacije".
Prvu verziju scenarija za film Sila se budi napisao je Michael Arndt. U prvih nekoliko početnih verzija scenarija, lik Lukea pojavio se sredinom filma, ali je Arndt shvatio da "svaki puta kada se Luke pojavi i postane dijelom filma, on ga jednostavno prezume. Odjednom više ne marite za ostale glavne likove". Umjesto toga, odlučeno je da lik Lukea postane tzv. MacGuffin (zaplet u radnji kojeg glavni protagonosti priče žele riješiti, a koji ima iznimno malo ili gotovo nikakvog narativnog objašnjenja; neki od primjera MacGuffina u filmovima uključuju Rosebud iz Građanina Kanea, ogrlicu "Srce oceana" iz Titanica ili "Zečevu šapu" iz Nemoguće misije III) pa se on kao lik ne pojavljuje sve do posljednje scene filma. Premda je nekoliko različitih redatelja razmatrano za režiju filma Sila se budi među kojima su bili David Fincher, Brad Bird, Ben Affleck i Guillermo del Toro, nakon prijedloga Stevena Spielberga, u siječnju 2013. godine J. J. Abrams je imenovan za redatelja, a Lawrence Kasdan i Simon Kinberg postali su savjetnici na projektu.
Punih osam mjeseci Arndt je radio na scenariju, ali kada je zatražio dodatnih osamnaest, kompanija Disney to nije mogla prihvatiti. Dana 24. listopada 2013. godine službeno je objavljeno da je Arndt izašao iz projekta te da su Kasdan i Abrams preuzeli posao dorade scenarija. U jednom od intervjua Abrams je izjavio da je osjetio olakšanje kada se službeni datum početka kino distribucije filma pomaknuo s ljeta na prosinac 2015. godine. On i Kasdan radili su na priči dok su se nalazili u Santa Monici, New Yorku, Parizu i Londonu. U šest tjedana napisali su prvu verziju scenarija. Abrams je izjavio da je ključ filma bio vratiti se korijenima originalne trilogije te da će kompletna radnja biti više temeljena na emocijama, a ne na narativnom objašnjavanju. U siječnju 2014. godine, Abrams je potvrdio da je scenarij dovršen. U travnju iste godine kompanija Lucasfilm potvrdila je da nova trilogija neće sadržavati priče iz proširenog univerzuma Ratova zvijezda, premda će možda sadržavati određene elemente na isti način kako je učinjeno na televizijskoj seriji Ratovi zvijezda: Pobunjenici.
Abrams je u jednom od intervjua izjavio da je u scenariju filma Sila se budi namjerno izostavio određene elemente, poput Finnovog i Reyinog prezimena i prošlosti njihovih likova. Kennedy je također priznala: "Nismo u potpunosti razradili svaki detalj nove trilogije", ali je naznačila da Abrams surađuje s redateljem Rianom Johnsonom na filmu Posljednji Jedi te da će Johnson isto tako surađivati s tada izabranim redateljem Colinom Trevorrowom na devetoj epizodi serijala, a sve kako bi se osigurala glatka tranzicija te da svi "imaju osjećaj da doprinose razvoju priče". Zvijezda YouTubea Sara Forsberg, autorica serijala "What Languages Sound Like To Foreigners" (u slobodnom prijevodu "Kako jezici zvuče strancima") razvila je posebni izmišljeni jezik za potrebe filma; Forsberg je razvila jezik proučavajući Hindi i Gujarati.
U studenom 2015. godine Lucas je snimio jednosatni intervju s novinarom Charliejem Roseom za CBS News u kojem je izjavio da kompanija Disney nije bila "oduševljena" njegovom uključenošću u projekt te priznao: "Ako se uključim, samo ću izazvati probleme zbog toga što oni neće napraviti ono što bih ja želio, a ionako više nemam nikakvu kontrolu nad projektom pa bi sve to moglo dovesti do ozbiljne zbrke". Također je nadodao: "Željeli su napraviti retro film. To mi se nije svidjelo. Svaki sljedeći film koji sam radio u toj franšizi trudio sam se napraviti drugačijim od prethodnog – s drugačijim planetama i drugačijim svemirskim letjelicama". Početkom prosinca iste godine, Kathleen Kennedy je za The Hollywood Reporter izjavila da je Lucas pogledao film Sila se budi i da mu se "svidio". Lucas se na tu izjavu nadovezao nedugo potom: "Mislim da će se svidjeti obožavateljima. To je film kakav su dugo vremena očekivali". Abrams je smatrao da je, budući se radi o prvom filmu nove trilogije, isti "trebao napraviti nekoliko koraka unazad kako bi se našao na poznatom terenu" te koristiti elemente radnje iz prethodnih filmova sage.

### Pretprodukcija
U svibnju 2013. godine potvrđeno je da će se produkcija Epizode VII snimati u Ujedinjenom Kraljevstvu. Predstavnici tvrtke LucasFilm sastali su se s Georgeom Osborneom kako bi se dogovorili u vezi produkcije u Ujedinjenom Kraljevstvu. Početkom rujna iste godine produkcija je na neko vrijeme prebačena u studio Bad Robot kako bi se manji dio filma snimalo i u SAD-u.
Kostimograf Michael Kaplan koji je s Abramsom radio na oba njegova filma u franšizi Zvjezdanih staza (Zvjezdane staze i Zvjezdane staze: U tami) radio je i na Epizodi VII. Montažeri Maryann Brandon i Mary Jo Markey – također dugogodišnji Abramsovi suradnici – potpisali su ugovore za rad na Epizodi VII. U kolovozu 2013. godine službeno je objavljeno da će fotograf Daniel Mindel snimati film na 35 milimetarskom filmu. U listopadu iste godine potvrđeni su i drugi članovi filmske ekipe uključujući montažera zvuka Bena Burtta, glavnog snimatelja Daniela Mindela, scenografe Ricka Cartera i Darrena Gilforda, kostimografa Michaela Kaplana, supervizora za specijalne efekte Chrisa Corboulda, montažera zvuka Garyja Rydstroma, nadzornika za miksanje zvuka Matthewa Wooda, supervizora za specijalne efekte Rogera Guyetta te izvršne producente Tommyja Harpera i Jasona McGatlina.

### Dodjela uloga
Audicije za dodjelu uloga započele su u kolovozu 2013. godine tijekom kojih se Abrams sastao s nekoliko potencijalnih glumaca koji su čitali scenarij i obavljali testove pred kamerama. Tijekom studenog iste godine otvorene audicije za uloge Rachel i Thomasa održavane su u Velikoj Britaniji, Irskoj i SAD-u. Međutim, prave audicije započele su tek u siječnju
2014. godine zbog scenarističkih promjena Kasdana i Abramsa. Testovi pred kamerama s glumcima trajali su minimalno tri tjedna prije nego što je kompletna glumačka postava objavljena 29. travnja 2014. godine. Svi glumci morali su potpisati stroge ugovore o povjerljivosti, a koji sprečavaju njih, njihove agente ili publiciste od komentara u vezi njihove potencijalne uključenosti u projekt.
Premda je još u ožujku 2013. godine Lucas nagovijestio da će se raniji članovi glumačke postave – Carrie Fisher, Harrison Ford i Mark Hamill – vratiti u novom filmu, njihovo uključenje u film službeno je potvrđeno tek godinu dana kasnije. Na audicijama za nove likove pojavili su se Saoirse Ronan, Michael B. Jordan i Lupita Nyong'o, a određeni mediji spominjali su i da se za ulogu sina Lukea Skywalkera razmatra Jesse Plemmons, Adam Driver za ulogu neimenovanog negativca te Maisie Richardson-Sellers za ulogu još uvijek nepoznatog lika. U ožujku 2014. godine glumac Dominic Monaghan izjavio je da redatelj Abrams traži troje relativno nepoznatih glumaca za glavne uloge u Sila se budi te da su glasine o poznatim glumcima bile netočne.
U veljači 2014. godine Daisy Ridley izabrana je za glavnu ulogu, a do kraja tog mjeseca sve je također dogovoreno i s Driverom koji je uspio organizirati svoj radni raspored oko serije Girls u kojoj je tada nastupao. Do sljedećeg mjeseca započeli su razgovori s Andyjem Serkisom i Oscarom Isaacom te se nastavili sve do travnja. U travnju glumac John Boyega započeo je pregovarati u vezi uloge nakon što je otpao iz biografskog filma o Jesseju Owensu. Denis Lawson koji je u originalnoj trilogiji tumačio lik Wedgea Antillesa odbio je reprizirati ulogu uz izjavu da bi se "samo dosađivao".
Dana 29. travnja 2014. godine službeno je objavljena glumačka postava uz fotografiju s prvog čitanja scenarija iz studija Pinewood u Londonu, a na kojoj su se nalazili redatelj Abrams, glumci Ford, Ridley, Fisher, Peter Mayhew, producent Bryan Burk, predsjednica Lucasfilma i producentica filma Sila se budi Kathleen Kennedy, glumci Domhnall Gleeson, Anthony Daniels, Hamill, Serkis, Oscar Isaac, Boyega, Driver te scenarist Lawrence Kasdan. Premda je u početku planirano da službena najava ide 4. svibnja (na Dan Ratova zvijezda), odlučeno je da se sve skupa pomakne ranije zbog straha od curenja informacija u medije. U lipnju 2014. godine objavljeno je da su se Lupita Nyong'o i Gwendoline Christie pridružile glumačkoj postavi filma.
Kako bi se što bolje pripremio za svoju ulogu, na zahtjev producenata filma koji su željeli da glumac što je više moguće sliči starijem Lukeu, Hamillu su dodijeljeni osobni trener i nutricionist. Fisher je također dobila osobnog trenera i nutricionista. Abrams je u početku razmišljao da koristi samo glas glumca Danielsa u njegovom portretu C-3PO-a, ali je Daniels želio i fizički reprizirati ulogu nakon čega je produkcijski tim izradio novo C-3PO odijelo kako bi mu bolje pristajalo.
U svibnju je redatelj Abrams sa seta filma u Abu Dhabiju najavio natjecanje u donaciji za UNICEF; pobjedniku natjecanja omogućen je posjet setu, upoznavanje članova glumačke postave te mali nastup u filmu. U listopadu 2014. godine Warwick Davis koji je u Fantomskoj prijetnji tumačio likove Walda i Weazlea te Wicketa u filmu Povratak Jedija objavio je da će se pojaviti i u filmu Sila se budi, ali nije otkrio ulogu. U studenom iste godine, Debbie Reynolds potvrdila je da će se njezina unuka (kćerka glumice Fisher), Billie Lourd, pojaviti u filmu. Isaacov ujak i obožavatelj Ratova zvijezda na poziv redatelja Abramsa dobio je ulogu statista.
U prosincu 2015. godine, The Mail je objavio da je Ford za ulogu dobio 25 milijuna dolara uz 0,5% udjela prihoda filma. Ridley i Boyega dobili su po 460 tisuća dolara svaki, plus udio prihoda filma, ako isti na kino blagajnama utrži preko jedne milijarde dolara. Fisher je dobila 1,5 milijuna dolara; Abrams je za režiju dobio 5,1 milijun dolara te 2% udjela prihoda filma. Usporedbe radi, za prvi film iz 1977. godine glumac Ford plaćen je 10 tisuća dolara (što je današnji ekvivalent 40 tisuća dolara).

## Distribucija

### Kino distribucija
Film Ratovi zvijezda: Sila se budi svoju je premijeru imao 14. prosinca 2015. godine u Los Angelesu u kinima TCL Chinese Theatre, El Capitan Theatre i Dolby Theatre. Duž cijelog bulevara Hollywood postavljen je veliki bijeli šator (od ulice Orange Drive do avenije Highland) koji je pokrio "masovnu" premijeru koja je ugostila više od pet tisuća posjetitelja. Dana 16. prosinca (u srijedu) film je krenuo u službenu kino distribuciju u 12 zemalja, uključujući nekoliko europskih (poput Italije i Francuske), te Filipina i Tajlanda; dan kasnije (17. prosinca) film se započeo prikazivati u još 32 zemlje uključujući Ujedinjeno Kraljevstvo, Meksiko te dodatne zemlje u Aziji, Africi, Južnoj Americi, Oceaniji i Europi (uključujući i Hrvatsku); dana 18. prosinca film je krenuo s prikazivanjem u Sjevernoj Americi, Japanu, Španjolskoj i Venezueli uključujući formate 3D i IMAX 3D. U Indiji je kino distribucija filma započela 25. prosinca, a u Kini 9. siječnja 2016. godine.
U Sjevernoj Americi film je imao najšire kino otvaranje u mjesecu prosincu; naime, započeo se istovremeno prikazivati u 4134 kina od kojih je njih 3300 bilo u 3D formatu. Film se također započeo prikazivati i na rekordnih 392 IMAX ekrana (od kojih je njih 13 bilo u formatu 70mm), 451 velikom premium formatu te na 146 D-Box lokacija. U ostatku svijeta, film je simultano krenuo s prikazivanjem u 940 IMAX kina čime je postavljen novi rekord. Dana 18. prosinca 2015. godine Sila se budi se započela prikazivati na svakom IMAX ekranu u Sjevernoj Americi i na njima se zadržala sljedeća četiri tjedna, sve do 14. siječnja 2016. godine. Time je postao prvim filmom nakon Warnerove trilogije Hobbit koji se prikazivao na tolikom broju ekrana. Tek s početkom prikazivanja filmova Povratnik i Trenuci hrabrosti sredinom siječnja 2016. godine film Ratovi zvijezda: Sila se budi skinut je s programa nekih IMAX ekrana.
Dana 6. studenog 2014. godine službeno je objavljen naslov filma – Ratovi zvijezda: Sila se budi. Slično kao što je to bio slučaj i s filmovima Carstvo uzvraća udarac i Povratak Jedija, podnaslov "Epizoda VII" bila je uključena tijekom uvodne sekvence filma, ali ne i kao dio službenog naslova filma. U prosincu 2015. godine, kreativni izvršni direktor kompanije Lucasfilm Story Group Pablo Hidalgo otkrio je da je "dugo vremena" radni naslov filma bio Shadow fo the Empire (u slobodnom prijevodu "Sjena carstva"). Pretprodaja kinoulaznica za film krenula je 19. listopada 2015. godine, a potražnja je bila toliko velika da je nekoliko internetskih stranica koje se bave pretprodajom ulaznica palo. Treći najveći lanac kino prikazivača u Velikoj Britaniji, Vue Cinemas, u dvadeset i četiri sata prodao je 45 tisuća kinoulaznica od čega njih deset tisuća samo u prvih 90 minuta čime je postignut rekord. U SAD-u je zarada od pretprodaje kinoulaznica za IMAX kina u samo jednom danu iznosila 6,5 milijuna dolara čime je također postignut rekord. Prikazivač IMAX nikada ranije nije registrirao zaradu veću od jednog milijuna dolara vrijednih kinoulaznica prodanih u pretprodaji u razdoblju od jednog dana. U konačnici zarada od pretprodaje kinoulaznica za IMAX kina iznosila je rekordnih 50 milijuna dolara. Ova brojka popela se na stotinu milijuna dolara zarade ako se uključi prodaja u vrijednosti od 50-60 milijuna dolara samo na dan 14. prosinca 2015. godine. Međutim, važno je napomenuti da nisu sve kinoulaznice koje su kupljene u pretprodaji bile kupljene za prvi vikend prikazivanja filma, a predsjednik Fandanga Paul Yanover je izjavio: "Ljudi kupuju karte za prikazivanje filma u siječnju, nekoliko tjedana nakon prvog vikenda prikazivanja... Imamo ljude koji kupuju karte za Sila se budi za 2016. godinu. Ne radi se samo o fenomenu pretprodaje kinoulaznica za prvi vikend prikazivanja". Slično tome, oboren je rekord u pretprodaji kino ulaznica u Ujedinjenom Kraljevstvu, Kanadi i Njemačkoj.
Ovo je prvi film kojeg u kinima nije distribuirala holivudska kompanija 20th Century Fox. Zbog toga na početku filma nema više prepoznatljivog loga kompanije s glazbom koju je skladao Alfred Newman. Sila se budi postao je prvi film u serijalu Ratova zvijezda kojeg je distribuirala kompanija Walt Disney Studios. Nedugo nakon što je Disney otkupio prava od Lucasfilma, kompanija je službeno objavila da će se prvi film iz nove trilogije tada još uvijek nepoznatog naslova distribuirati pod brendom "Disney/Lucasfilm", slično kako je to rađeno na televizijskoj seriji Ratovi zvijezda: Pobunjenici te kako se to radi kada su u pitanju produkcijski uraci kompanije Pixar. U konačnici Disneyjev logo bio je poprilično odsutan iz marketinške kampanje filma, premda se uredno postavljao na promo materijale, a u samom filmu prije početka uvodne špice pojavljuje se logo Lucasfilma; Disneyjev izvršni direktor Bob Iger napomenuo je da se radi "o promjeni za obožavatelje serijala".

### Izdanja za kućno kino
Kompanija Walt Disney Studios Home Entertainment izdala je film Ratovi zvijezda: Sila se budi putem download i Disney Movies Anywhere servisa dana 1. travnja 2016., a od 5. travnja u dućanima su postala dostupna Blu-ray i DVD izdanja filma. Izdanja za kućno kino sadržavala su dodatne scene iz filma. Kao i s prethodnim izdanjima svih epizoda iz sage Ratova zvijezda, i Sila se budi podijeljena je na 50 poglavlja. Dana 23. ožujka 2016. godine, prije službenog Blu-ray izdanja, film je procurio na internet, a u prvih 12 sati skinut je preko dva milijuna puta.
U siječnju 2016. godine potvrđeno je da je televizijska mreža Starz otkupila televizijska prava na prikazivanje filma u SAD-u. Film Sila se budi započeo se prikazivati na kanalima Starz od 10. rujna iste godine. U Kanadi prava na televizijsko prikazivanje drži Netflix.
Dana 15. studenog 2016. godine u prodaju je pušteno posebno "kolekcionarsko izdanje" filma na Blu-rayu u 3D verziji, a koje uključuje sve posebne dodatke iz originalnih izdanja kao i nekoliko novih bonus materijala uključujući nove izbačene scene i audio komentar redatelja Abramsa. Ovo izdanje uključuje 3D Blu-ray, 2D Blu-ray, DVD i digitalnu kopiju filma kao i dodatni Blu-ray disk s posebnim dodacima.